# Розвідка підземних вод
Розвідка підземних вод (рос. разведка подземных вод; англ. ground water exploration; нім. Untergrundwasser-Erkundung f, Exploration f der Untertagewasser) – комплекс гідрогеологічних робіт, що проводяться з метою виявлення родовищ підземних вод, визначення їх експлуатаційних запасів та одержання даних, які необхідні для проектування і будівництва водозабірних споруд та обґрунтування заходів з охорони довкілля при експлуатації підземних вод. 
Виділяють попередню, детальну та експлуатаційну стадії розвідку підземних вод.